# دييغو أنجيلو
دييغو أنجيلو (بالبرتغالية: Diego Ângelo de Oliveira‏) هو لاعب كرة قدم برازيلي في مركز الدفاع، ولد في 17 فبراير 1986 في أنابوليس في البرازيل. لعب مع أنطاليا سبور وإسكيشهرسبور ونادي إيتوانو ونادي جنوى ونادي سانتوس ونافال.

## وصلات خارجية
- دييغو أنجيلو على موقع اتحاد تركيا (لاعب) (الإنجليزية)
- دييغو أنجيلو على موقع قاعدة بيانات كرة القدم.إي يو (الإنجليزية)
- دييغو أنجيلو على موقع Soccerway.com (الإنجليزية)
- دييغو أنجيلو على موقع عالم كرة القدم.نت (الإنجليزية)